# Uniwersytet w Adenie
Uniwersytet w Adenie (arab. ‏جامعة عـدن‎) – jemeńska publiczna szkoła wyższa zlokalizowana w Adenie.
Uczelnia została utworzona w 1975 roku poprzez połączenie college’ów założonych w latach 1970–1973. Uczelnia ma charakter koedukacyjny, co w 2015 roku było przyczyną ataku bojowników Państwa Islamskiego, żądających zwiększenia poziomu odseparowania kobiet i mężczyzn.
W skład uczelni wchodzą następujące jednostki:
- Wydział Rolnictwa
- Wydział Sztuk
- Wydział Ekonomii
- Wydział Pedagogiki
- Wydział Inżynierii
- Wydział Prawa
- Wydział Medycyny i Nauk o Zdrowiu
- Wydział Nauk o Ropie i Minerałach
- Wydziały zamiejscowe:
  - Wydział Pedagogiki w Ad-Dali
  - Wydział Pedagogiki w Zindżibar
  - Wydział Pedagogiki w Lauder
  - Wydział Pedagogiki w Radfan
  - Wydział Pedagogiki w Saber
  - Wydział Pedagogiki w Shabwa
  - Wydział Pedagogiki w Tor-Albaha
  - Wydział Pedagogiki w Yaffa.